# ريجنالد تيت
ريجنالد تيت (بالإنجليزية: Reginald Tate)‏ هو ممثل بريطاني (وحمل سابقاً جنسية المملكة المتحدة لبريطانيا العظمى وأيرلندا)، ولد في 13 ديسمبر 1896 في المملكة المتحدة، وتوفي بنفس المكان في 23 أغسطس 1955 بسبب نوبة قلبية.

## وصلات خارجية
- ريجنالد تيت على موقع IMDb (الإنجليزية)
- ريجنالد تيت على موقع أول موفي (الإنجليزية)
- ريجنالد تيت على موقع قاعدة بيانات الأفلام السويدية (السويدية)
- ريجنالد تيت على موقع قاعدة بيانات الفيلم (الإنجليزية)